# 触觉记忆
触觉记忆（英文： Haptic memory）  是特定于触摸刺激的感觉记忆的形式。在评估抓握熟悉物体并与之互动所需的力时，经常使用触觉记忆。 类似于视觉图像记忆，触觉获得的信息的存留是短暂的并且在大约两秒钟后衰减。